# Sisay Lemma
Sisay Lemma, född 12 december 1990, är en etiopisk friidrottare som tävlar i långdistans- och maratonlöpning.

## Karriär
Lemma har placerat sig på pallen på flera maratonlopp. Han har bland annat vunnit London Marathon 2021 och Boston Marathon 2024.